# Meglio prima (?)
Albums de J-Ax
Mon boules de Noël
Meglio prima (?) est le quatrième album du rappeur milanais J Ax, publié le 30 août 2011 par Best Sound.
Jake La Furia intervient sur le morceau Reci-divo.